# Micropeza divisa
Micropeza divisa är en tvåvingeart som först beskrevs av Christian Rudolph Wilhelm Wiedemann 1830.  Micropeza divisa ingår i släktet Micropeza och familjen skridflugor. Inga underarter finns listade i Catalogue of Life.